# Carl Jacob Hubendick
Carl Jacob Hubendick, född den 12 november 1801 i Karlskrona, död där den 26 februari 1872, var en svensk ämbetsman verksam inom Flottan i Karlskrona. Han var far till sjöofficeren Ludvig Hubendick, farfar till ingenjören Edvard Hubendick, samt halvbror till Betty Fürst. 
Hubendick ingick 1820 som extra kanslist vid befälhavande amiralens expedition i Karlskrona, beklädde efter varandra de flesta civila befattningar vid flottan och erhöll 1840 förordnande att vara överkommissarie, till vilken tjänst han utnämndes 1849. Han var redaktör och utgav på egen bekostnad 1842–43 Tidskrift i sjöväsendet, vars utgivning utan hans kraftiga ingripande annars avstannat, och medverkade där med artiklar. Dessutom omredigade han Boströms Handbok uti tackling (1837–40), en på sin tid mycket ansedd lärobok. År 1853 bildade han en änke- och pupillkassa för änkor och barn efter matroser och daglönare vid Karlskrona station. Han var riddare av Nordstjärneorden.